# マノスパイ
『マノスパイ』は、2010年1月26日から3月30日までTBSがホームページで配信していた真野恵里菜主演のウェブドラマ。

## 概要
2009年にネット配信されたウェブドラマ「恋する星座」につづく、TBSと真野恵里菜主演のウェブドラマ2作目。1話5分。毎週火曜日更新（一部木曜日更新）。全12話予定。
2010年2月27日からBS-TBSでも放送された。
YouTube、ニコニコ動画に特設チャンネルが設けられた。特にニコニコ動画にはニコニコ動画用オリジナルストーリ1話がある。

## あらすじ
真野恵里菜は、普段はアイドルタレントとして活動しているが、実は彼女は大英帝国諜報部所属のスパイであった。彼女は世界の平和を守る為、様々な使命を遂行する。

## 登場人物
真野恵里菜 - 真野恵里菜
本作の主人公。普段は、アイドルタレントとして活動しているが、実は大英帝国諜報部所属のスパイである。
宮田時次郎 - 佐野和真
大英帝国諜報部所属のスパイで恵里菜の相棒。普段は、恵里菜のマネージャーを務める
森田さん - 森田正光
大英帝国諜報部・日本支部所属。コードネーム「M」。気象予報士でもある。
西日暮里博士 - 大堀こういち
大英帝国諜報部所属の自称・天才科学者。武器開発担当。

## 主題歌・挿入歌
- 「まつげの先に君がいる」
  - 作詞：三浦徳子　作曲：畠山俊昭　編曲：佐々倉有吾 歌：真野恵里菜

## スタッフ
- プロデューサー - 丹羽多聞アンドリウ、中野健
- ナレーション - 林和義
- 制作 - BS-TBS、TBS
- 制作協力 - ハニーバニー

## 各話リスト
| 話数 | 配信日  | サブタイトル                              | 脚本     | 監督     | 放送日        |
| ---- | ------- | ----------------------------------------- | -------- | -------- | ------------- |
| 1    | 1月26日 | Mission1「歌声は危険な香り」              | 加藤淳也 | 村上賢司 | 2010年2月27日 |
| 2    | 2月2日  | Mission2「真野恵里菜 危機一髪」           | 加藤淳也 | 熊谷祐紀 | 2010年2月27日 |
| 3    | 2月9日  | Mission3「誰がために鐘は鳴る」            | 加藤淳也 | 古川厚志 | 2010年2月27日 |
| 4    | 2月16日 | Mission4「機密書類を奪還せよ」            | 加藤淳也 | 熊谷祐紀 | 2010年2月27日 |
| 5    | 2月18日 | Mission5「壊れたライセンス」              | 加藤淳也 | 古川厚志 | 2010年3月28日 |
| 6    | 2月23日 | Mission6「伝説は語りつがれる」            | 加藤淳也 | 熊谷祐紀 | 2010年3月28日 |
| 7    | 3月2日  | Mission7「スパイたちの休息」              | 加藤淳也 | 古川厚志 | 2010年3月28日 |
| 8    | 3月9日  | Mission8「真夜中に響く奴の声」            | 加藤淳也 | 熊谷祐紀 | 2010年3月28日 |
| 9    | 3月11日 | Mission9「麗しき仮面の女」                | 加藤淳也 | 村上賢司 | 2010年4月17日 |
| 10   | 3月16日 | Mission10「ハイスピード・エージェンシー」 | 加藤淳也 | 古川厚志 | 2010年4月17日 |
| 11   | 3月23日 | Mission11「眠れぬ夜のために」             | 加藤淳也 | 村上賢司 | 2010年4月17日 |
| 12   | 3月30日 | Mission12「スパイたちよ永遠に」           | 加藤淳也 | 村上賢司 | 2010年4月17日 |

### ニコニコ動画用オリジナルストーリー
| サブタイトル           | 脚本     | 監督     |
| ---------------------- | -------- | -------- |
| 「真夜中に響く奴の声」 | 加藤淳也 | 村上賢司 |